# Marcel Manville
 (novembre 2017).
Si vous disposez d'ouvrages ou d'articles de référence ou si vous connaissez des sites web de qualité traitant du thème abordé ici, merci de compléter l'article en donnant les références utiles à sa vérifiabilité et en les liant à la section « Notes et références ».
Pour les articles homonymes, voir Manville.
Marcel Manville, né le 18 juillet 1922 à La Trinité (Martinique) et mort le 2 décembre 1998 à Paris 1er, est un avocat et nationaliste martiniquais.   
Il est l'un des amis les plus proches de Frantz Fanon, et son compagnon tant durant la Seconde Guerre mondiale que durant la guerre d'Algérie. En 1949 il compte parmi les membres du collectif qui crée le MRAP. Puis il fait partie du collectif d'avocat mis en place à Paris (notamment par le PCF dont il est alors membre) pour défendre les membres du FLN et les autres militants nationalistes algériens arrêtés. Il est visé par un attentat de l'OAS à son domicile parisien, dont il sort indemne.   

## Biographie

### Enfance et scolarité
Marcel Manville nait le 18 juillet 1922 à La Trinité en Martinique. Il est le seul garçon parmi les neuf enfants de Marius Manville et d’Elvire Altorn. Son père était bijoutier de formation mais devint secrétaire général de la mairie de Trinité, en même temps qu’il était conseiller général socialiste du même canton. À la mort de son père, c’est la sœur aînée de Marcel Manville, institutrice, qui, renonçant à se marier, aide sa mère à élever cette famille nombreuse.
Marcel Manville poursuit sa scolarité au lycée Victor Schoelcher de Fort-de-France, où enseignait Aimé Césaire. Il y fait la connaissance de Frantz Fanon.

### Engagement dans les Forces Françaises Libres
En 1943, après le départ des troupes vichystes de la Martinique, Marcel Manville s'engage dans les Forces Françaises Libres, en même temps que son camarade de lycée Frantz Fanon. Tous deux rallient le Maroc puis participent au débarquement de Provence en août 1944 au sein de la 1re armée française. Marcel Manville combat jusqu'en Alsace où, en récompense de son courage au front, il est décoré de la Croix de Guerre.

### Retour aux études et engagement en politique
En décembre 1945, après un bref retour en Martinique, il décide de repartir à Paris pour faire son droit. Grâce à son statut d’ancien combattant, il peut suivre un cursus accéléré et il prêta serment en octobre 1947. Il est aussi titulaire d’un doctorat en droit.
Entre-temps, en 1946, il adhère au Parti communiste français. Puis, trois ans plus tard il participe avec Albert Lévy à la fondation du MRAP, Mouvement contre le Racisme, l'Antisémitisme et pour la Paix, qui deviendra plus tard le Mouvement contre le racisme et pour l'amitié entre les peuples.

### Luttes anticolonialistes et syndicalistes aux quatre coins du monde
Ayant pris le titre d' "avocat militant", il se trouve à la barre de quasiment toutes les affaires liés au militantisme antillais des années d'après-guerre, mais aussi de nombreux procès anticolonialistes de par le monde.  
Il fait notamment partie de la défense des 16 de Basse-Pointe, lors de leur procès qui se tient à Bordeaux du 9 au 13 août 1951. Ces coupeurs de canne martiniquais sont accusés du meurtre de leur administrateur béké. Aux côtés de Me Georges Gratiant et Me Gertry Archimède, il obtient l'acquittement général de tous les accusés.  
Avec son ami d'enfance Frantz Fanon, il prend fait et cause pour l'indépendance de l'Algérie en 1955 et défend les dirigeants du FLN à Alger et à Paris. En 1962, il est la cible d'un attentat organisé par l'OAS à son domicile parisien mais en sort indemne.  
Il participe à la Conférence de Solidarité avec les Peuples d'Asie, d'Afrique et d'Amérique Latine ("Tricontinentale", 3 au 15 janvier 1966 à la Havane, Cuba). Il est coprésident d'une des premières conférence internationale (non-gouvernementale) sur la Palestine, tenue à Paris en 1966. Il est en outre cofondateur de la revue "Nigéria demain" en 1969, qui fait campagne pour le maintien de l'unité du pays, unité menacée par la guerre civile (sécession du Biafra). Il est l'un des fondateurs, à la même époque, du comité de solidarité avec les prisonniers politiques tunisiens.  
Tout au long de son activité à Paris dans les années 1960-1970, il compte en outre parmi les avocats de premier plan des syndicats CGT/FSM (notamment de la Fonction publique). En 1975, il obtient à Luxembourg un arrêt qui fait date dans la jurisprudence européenne relative aux droits de la personne : la Cour de justice des Communautés européennes (CJCE) oblige le ministère français de l'intérieur à lever des mesures prises à l'encontre d'un militant ouvrier, immigré italien, M. Roland Rutili (affaire 36-75, 28 octobre 1975). 
La Maison de la Métallurgie CGT de Paris a accueilli un hommage solennel à Marcel Manville en février 1999.

### Retour en Martinique
À son retour en Martinique en 1977 il est d'abord membre du bureau politique du Parti communiste martiniquais (PCM) puis en 1984, après une scission au sein de ce parti, il est le cofondateur du PKLS, Parti communiste pour l'indépendance et le socialisme.  

#### Mémorial Frantz Fanon
En 1982 Il organise le Mémorial international Frantz Fanon en 1982 à Fort-de-France, qui est l'occasion pour les Antilles de redécouvrir l'œuvre et la pensée du psychiatre martiniquais qui chemina jusqu'en Algérie et y devint l'un des théoriciens du FLN et du tiers-mondisme avec son fameux ouvrage "les Damnés de la terre" (1961). À l'issue de ce mémorial, Marcel Manville fonde le Cercle Frantz Fanon, "organisation antillaise et internationaliste".  

#### Procès Christophe Colomb et la campagne pour la mémoire de l'esclavage
Il organise en 1992 le "procès de Christophe Colomb" dans le Palais de Justice de Fort-de-France et lance ainsi la campagne pour la mémoire de l'esclavage et la reconnaissance de celui-ci comme "crime contre l'humanité". Il anticipe ainsi la Loi Taubira de 2000, qu'il estime positive mais insuffisante. Il revient sur ce sujet à travers une autre campagne pour le dédommagement d'Haïti (longtemps frappé par la dette contractée pour payer les indemnités réclamées par la France en compensation de l'expropriation des propriétés esclavagistes). Puis il entre dans le débat sur les "réparations" par son célèbre "Discours de Lisbonne" (8 décembre 1998) destiné à une conférence de l'Unesco sur "la route de l'esclave" (en raison de son décès intervenu quelques jours auparavant, ce discours sera lu par Doudou Diène, Rapporteur spécial de l’ONU sur les formes contemporaines de racisme).

### Décès au sein même du Palais de Justice
Il décède en effet à Paris le 2 décembre 1998, au Palais de Justice, au seuil de la Chambre d'accusation, et au moment où il s'apprêtait à plaider la cause des victimes algériennes du massacre d'octobre 1961 et à soutenir la plainte contre X déposée à propos de cet évènement (avec Mme Nicole Dreyfus et au nom d'associations algériennes fédérées par Bachir Boumaza).
Son enterrement, le 12 décembre à Trinité, Martinique, a marqué la mémoire antillaise :  il se déroule en présence de la quasi-totalité du barreau de Martinique et de délégations du barreau de Guadeloupe, d 'Haïti, d'Algérie et de Palestine. Le bâtonnier Auteville lui rend un hommage particulier au Palais de Justice de Fort-de-France le 13 décembre 2008 et cite son mot d'ordre auto-prophétique : "défendre à la barre jusqu'à mon dernier souffle, tel est l'objectif de ma vie".

## Hommages
Le barreau de Paris lui a consacré deux hommages : l'un presque au lendemain de sa mort, le 7 décembre 1998, hommage conduit par le bâtonnier Mario Stasi à la Bibliothèque du Palais de justice, et auquel a participé entre autres l'avocate algérienne Myriem Belmihoub. L'autre le 25 novembre 2013, à la Maison des Avocats de Paris, hommage mené par la bâtonnière Mme Christiane Féral-Schuhl, et par la Ministre déléguée à la réussite éducative, Mme George Pau-Langevin, qui avait elle-même commencé sa carrière d'avocate comme collaboratrice de Marcel Manville.
Le 2 décembre 2013, la mairie de Fort-de-France, chef-lieu de Martinique, a baptisé une rue du centre-ville en son honneur, qui longe le nouveau Palais de justice et débouchant sur le principal boulevard de la ville, le boulevard du Général-de-Gaulle. Cette rue longe également le mur commémoratif du procès de l'OJAM, une organisation autonomiste antillaise (1962) dont Marcel Manville fut l'avocat.

## Œuvres politiques
- 1992 : Les Antilles sans fard, aux Éditions L'Harmattan - Prix Frantz Fanon

## Filmographie
- 2012 : Marcel Manville, d'homme à hommes, un documentaire biographique de Véronique Kanor.